# سیمون گوری
سیمون گوری (انگلیسی: Simone Guerri؛ زادهٔ ۲۷ ژوئن ۱۹۸۲) بازیکن فوتبال اهل ایتالیا است.
از باشگاه‌هایی که در آن بازی کرده‌است می‌توان به باشگاه فوتبال فیورنتینا، باشگاه فوتبال روبور سیه‌نا، و باشگاه فوتبال پیستویزه اشاره کرد.
وی همچنین در تیم‌های ملی فوتبال زیر ۱۶ سال ایتالیا و زیر ۱۷ سال ایتالیا بازی کرده‌است.